# Вільгельм Вірзінґ
Вільгельм (Віллі) Вірзінг, нім. Wilhelm Wirsing, у 1920-1930-ті роки Віліс Вірзіньш, латис. Vilis Virziņš (22 березня 1898, Єлгава — після 1960, Німеччина) — офіцер латвійської поліції, у 1940-ті роки — гауптштурмфюрер СС, співробітник гестапо, відповідальний за переслідування та катування членів ОУН.

## Біографія
Родом з балтійських німців. Був поліглотом: вільно володів німецькою, російською, литовською, латиською мовами, а також есперанто, пасивно розумів кілька слов'янських мов, у тому числі польську та українську.
У незалежній Латвії змінив ім'я за латиським зразком на Віліс Вірзіньш. Почав кар'єру у м. Рига, де був відомим спортсменом, з 1921 р. — службовцем кримінального розшуку. Потім працював у поліції м. Єлгава, де наприкінці 1920-х років обіймав посаду керівника кримінальної поліції. Звільнений з посади 1929 р. за хабарництво. У 1930-ті рр. працював звичайним поліціянтом у м. Рига. 1939 р. (на посаді районного наглядача 1-ї ділянки Ризької префектури) був нагороджений орденом Вієстура 5 ступеню.
У першому шлюбі був одружений з німкенею Ірене Грассманн, від якої мав доньку Маргарету.
Під час першої радянської окупації Латвії (1940—1941) працював у штабі з репатріації місцевих німців до Німеччини, куди виїхав у березні 1941 р.
З 1942 р. працює у гестапо у м. Дрезден, де розкрив місцеву організацію ОУН. Після цього його перевели у відділ, що відповідав за нагляд за іноземцями, які походили з ворожих до Німеччини держав, де він стежив за діяльністю ОУН, для чого він часто іздив у службові відрядження до м. Львів, а також у різні концтабори.
У 1942—1944 рр. неодноразово катував членів ОУН, деякі з них загинули під час допитів. Серед його жертв були зв'язкова Галина Столяр, Іван Климів, Василь Федак, Олег Ольжич. Зусиллями Вірзінга німцям вдалося розгромити підпільну мережу ОУН на території Німеччини. Серед тих, кого він допитував, були також Ярослав Старух та Дмитро Грицай, яких вдалося викрасти з тюрми, а також Володимир Лобай, який був відправлений в Аушвіц, але пережив ув'язнення.
З жовтня 1943 р. його керівником був Ганс Гельмут Вольф. Під його керівництвом Вірзінг допитував у таборі Заксенгаузен десятки провідних діячів ОУН та інших патріотів, серед яких були Тарас Бульба-Боровець та його ад'ютант Олег Штуль.
У жовтні 1944 р. Вірзінга перевели до Австрії, де його діяльність вже не була пов'язана з ОУН.
Після закінчення війни подав в американські окупаційні органи неправдиві відомості, заявив, нібито був латишем, і був відправлений на примусові роботи в Німеччину. Формально не розлучившись з попередньою дружиною (Вірзінг заявив про зникнення дружини та дочки безвісті), 1947 р. одружився з місцевою російськомовною жителькою, удочерив її доньку, а згодом у них народилася власна дитина (розлучилися 1950 р.). Працював комендантом таборів для переміщених осіб (у м. Пегніц, Байройт, Вюрцбург, Ансбах), співпрацював з контррозвідкою армії США (CIC).
Члени ОУН впізнали та викрили Вірзінга, та передали відомості про нього американцям, які знайшли в архіві його справжні відомості. У лютому 1950 р. був позбавлений статусу біженця та звільнений з поліцейської посади у м. Ансбах, а у квітні заарештований. У січні 1951 р. суд засудив його до 5 років ув'язнення, але він був звільнений достроково 1954 р., перебував на умовно-випробувальному режимі до 1960 р. Подальша доля невідома.